# Tropidogyne pentaptera
Tropidogyne pentaptera — викопний вид квіткових рослин порядку Квасеницецвіті (Oxalidales). Існував у крейдовому періоді, 98,8 млн років тому. Вид відкритий у 2017 році американськими дослідниками з Орегонського університету у шматку бурштину, що знайдений на території М'янми. Всього у бірманському бурштині виявлено 7 квіток, що належать виду.

## Опис
Діаметр квітки — 5 мм. Пелюстки мають роздвоєну структуру. На момент відкриття це найдавніша відома квітка.